# Monumento alla Vittoria (Togliatti)
Il Monumento alla Vittoria (nome completo: Memoriale in Onore del 40º anniversario della Vittoria nella Grande Guerra Patriottica (in russo: Мемориал в честь 40-летия Победы в Великой Отечественной войне)) è un monumento del 1985 situato nel distretto di Avtozavodsky (in italiano: Fabbrica automobilistica) di Togliatti dedicato alla vittoria dell'Unione Sovietica nella Seconda guerra mondiale.

## Storia

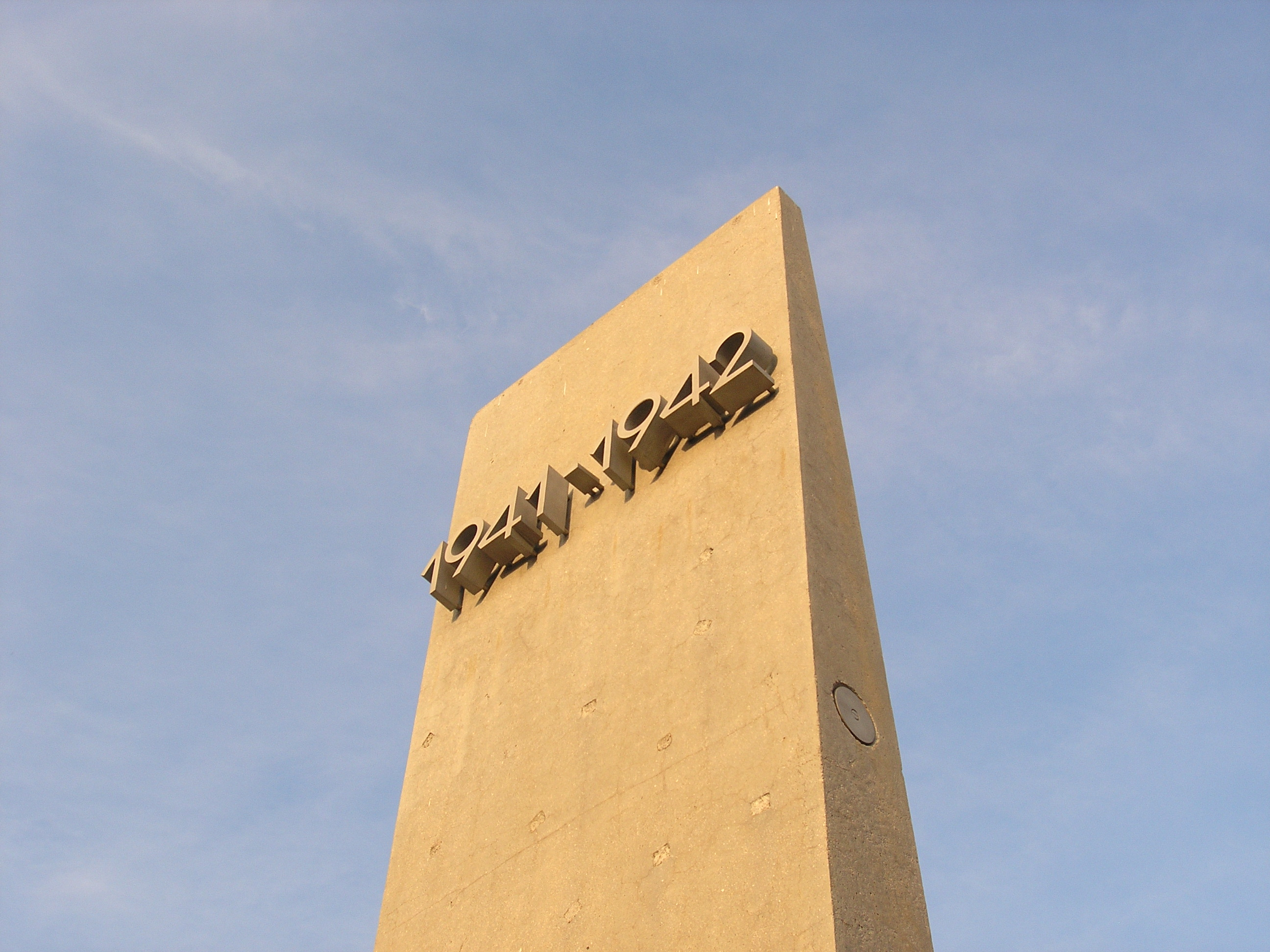
La scritta "1941-1942" su una stele

Il complesso del memoriale venne costruito nel Parco della Vittoria per celebrare il 40º anniversario della vittoria del 1945 sulla Germania nazista. Il memoriale è stato ufficialmente inaugurato il 7 giugno 1985. Il designer fu Simon Winograd, e la costruzione venne affidata alla fabbrica automobilista Lada-Vaz.
Successivamente, nel 1987-1988, vennero installati dei bassorilievi, al cui centro fu posizionata una stella con una fiamma eterna.
Il 9 marzo 1995, una capsula di terra venne portata dalla Collina Poklonnaja a Mosca (il sito del Parco della Vittoria di Mosca) ed è stata collocata in una delle ghirlande del monumento (quella sul lato di fronte a Via del Giubileo).
Nell'aprile 2007, alcuni vandali hanno rubato parte della cornice della fiamma eterna. Gli oggetti sono stati recuperati poco dopo e i vandali sono stati arrestati.

## Architettura
Il monumento consiste di quattro stele di 10 metri che sostengono un anello. Le quattro stele rappresentano i quattro anni di guerra (1941-1942, 1942-1943, 1943-1944 e 1944-1945) e ognuna ha uno degli anni designati nella propria parte superiore.
Sul lato esterno dei piedi di ogni stele ci sono delle sporgenze con ghirlande stilizzate in alluminio. Sulle facce interne di ciascuna stele c'è un bassorilievo: due ("Partigiani" e "Vittime del fascismo") sono stati scolpiti da Alexander Shemyakin e due ("Fronte interno" e "Fronte di battaglia") da Sandor Zicherman.
L'anello che collega le stele è rivestito in acciaio inossidabile. Sul lato interno c'è un'iscrizione di lettere in alluminio: "Onore Eterno all'Eroismo del Popolo".
Al centro del monumento c'è una stella con una fiamma eterna, incorniciata da cinque sezioni di bronzo.

## Fonti
- R. Markov Forever in the People's Memory: in Victory Park will be Built a Memorial in Honor of the 40th Anniversary of Victory. Волжский автостроитель (Volga Car Builder), 25 aprile 1985 (N 47, S. 1) (in russo)
- T. Krymchuzhina Victory Park: Reporting from the Opening of the Memorial in Victory Park in the Avtozavodsky District of Togliatti. За коммунизм (Per il comunismo), 11 maggio 1988 (N 90, S. 1) (in russo)